# School of American Ballet
La School of American Ballet (École de ballet américain) est l'école officielle rattachée au New York City Ballet. Elle est située au Lincoln Center for the Performing Arts à New York. 

## Historique
Elle est fondée en 1934 par George Balanchine.  Parmi les professeurs se trouvent de nombreux immigrés russes qui ont fui la révolution bolchevique: Pierre Vladimiroff, Felia Doubrovska, Ludmilla Schollar, etc.. Elle devient progressivement l'une des écoles de ballet les plus prestigieuses du monde.

## Anciens élèves célèbres
- Francisco Moncion, à la fin des années 1930, peu après la création
- Nicholas Magallanes, à la fin des années 1930, peu après la création[2]
- Maria Tallchief, à la fin des années 1930[2]
- Tanaquil Le Clercq
- Jacques d'Amboise, dans les années 1940[3]
- Robert Joffrey à la fin des années 1940[4]
- Suzanne Farrell, fin des années 1950
- Ethan Stiefel, dans les années 1980
- Paloma Herrera, au début des années 1990
- Benjamin Millepied, au début des années 1990 :  il a effectué plusieurs stages d'été (en 1990 et 1992) puis une formation en 1993[5][source insuffisante].
- Sarah Hay, au milieu des années 1990
- Alexandra Waterbury, danseuse et mannequin

## Documentaires
La School of American Ballet est présentée dans le documentaire On Pointe de Disney+, diffusé en 2020, qui montre la vie de plusieurs élèves pendant une année à l'école.